# Communauté de communes de Beuvray - Val d'Arroux
La Communauté de communes Beuvray Val d'Arroux est une ancienne communauté de communes française, située dans le département de Saône-et-Loire et la région Bourgogne-Franche-Comté.
Les communes membres adhèrent désormais à la Communauté de communes du Grand Autunois Morvan.

## Composition
| Nom                      | Code Insee | Gentilé      | Superficie (km2) | Population (dernière pop. légale) | Densité (hab./km2) |
| ------------------------ | ---------- | ------------ | ---------------- | --------------------------------- | ------------------ |
| Étang-sur-Arroux (siège) | 71192      | Étangeois    | 34,63            | 1 922 (2014)                      | 56                 |
| Brion                    | 71062      | Brionnais    | 16,57            | 308 (2014)                        | 19                 |
| La Comelle               | 71142      | Comellois    | 22,73            | 204 (2014)                        | 9                  |
| Saint-Didier-sur-Arroux  | 71407      |              | 27,94            | 242 (2014)                        | 8,7                |
| Saint-Léger-sous-Beuvray | 71440      | Léodégariens | 34,97            | 395 (2014)                        | 11                 |
| Saint-Nizier-sur-Arroux  | 71466      |              | 10,16            | 128 (2014)                        | 13                 |
| Saint-Prix               | 71472      |              | 34,14            | 214 (2014)                        | 6,3                |
| Thil-sur-Arroux          | 71537      | Thillois     | 13,44            | 153 (2014)                        | 11                 |

Elle est présidée par Jean-Yves Jeannin, maire de Thil-sur-Arroux.

## Compétences
COMPÉTENCES OBLIGATOIRES
- Développement économique :

Soutien aux initiatives locales par l’accompagnement des porteurs de projets,
Représentation des Communes membres et partenariat avec les organismes consulaires, institutionnels et associatifs de développement en vue de la promotion du territoire,
Mise en œuvre d’opérations programmées d’aménagement et de développement,
Adhésion et soutien à la politique de Pays de l'Autunois Morvan,
Aménagement, entretien et gestion de la zone artisanale de la Route de Saint Didier et des futures zones d’activités économiques,
Réalisation d’équipements en vue de la création et du développement d’entreprises artisanales, commerciales ou industrielles,
Gestion et animation d’un Point Relais Emploi, en relation avec les programmes d’insertion sociale et professionnelle conduits sur le bassin d’emploi.
- Aménagement de l’espace communautaire :

Élaboration et révision des schémas directeurs d’aménagement des massifs forestiers d’intérêt communautaire : communes de Saint-Prix-en-Morvan, Saint-Léger-sous-Beuvray, La Comelle, le Bois Durieux et le massif du Mont Dône sur les communes de Saint-Didier-sur-Arroux, Thil-sur-Arroux et Etang-sur-Arroux,
Création, gestion et entretien d’aménagements forestiers favorisant le développement harmonieux de l’exploitation forestière du territoire : études de faisabilité, voie de dessertes, plateformes de stockages ou de retournement,
Équipement des communes membres en moyens adaptés de traitement automatisé de la matrice cadastrale et en système d’information géographique (SIG).
Actions en vue de l’amélioration de la couverture haut débit du territoire communautaire.
- Voirie d’intérêt communautaire :

Mise en place d’une étude en vue de la coordination communautaire du suivi et de la gestion du réseau routier communal d’intérêt communautaire,
- Déchets ménagers et assimilés : le cas échéant dans le cadre de schémas départementaux.

Collecte des déchets ménagers en porte à porte ou par points de regroupement dans les hameaux et les écarts, y compris l’acquisition, le renouvellement et l’entretien des containers,
Gestion et exploitation d’une déchetterie accessible aux usagers du territoire et, le cas échéant, aux usagers d’autres territoires, par convention :
1. Collecte des emballages ménagers recyclables,
2. Collecte des piles et accumulateurs électriques,
3. Collecte des toxiques, huiles et médicaments,
4. Collecte des encombrants,
5. Collecte des déchets verts sur une plateforme,
6. Collecte des gravats inertes.
Gestion et exploitation de Points d’apport volontaire dans les communes, équipés par la Communauté de Communes et entretenus par les communes :
Collecte des emballages ménagers recyclables : cartons, papier, verre, plastiques, métal et les piles.
Collecte des déchets agricoles par apport volontaire,
Collecte des encombrants et monstres métalliques en porte à porte, sur inscription auprès des communes,
Réalisation d’actions de communication et de sensibilisation au tri des habitants du territoire : animations dans les écoles, édition de guides du tri, réalisation de panneaux informatifs…
Traitement des déchets ménagers : délégation au SMEVOM Ouest 71
COMPÉTENCES OPTIONNELLES
- Habitat, développement social et cadre de vie :

Gestion d’un observatoire de la demande sociale locative en liaison avec le service habitat de la Direction Départementale de l’Équipement de Saône et Loire,
Étude en vue de la mise en place de services à destination des personnes âgées et ou isolées en vue de pallier la diminution de leur autonomie et de leur permettre de rester à leur domicile,
Organisation en second rang d’un service de transport à la demande de personnes par taxi, par délégation de service public du Conseil général,
Gestion et animation d’un Relais d’Assistantes Maternelles communautaire,
Mise en œuvre d’animations ponctuelles en lien avec la petite enfance,
Soutien aux actions destinées à faciliter l’intégration des enfants handicapés.
- Environnement :

Coordination des actions de protection de l’environnement liées aux espaces naturels, aux sites et paysages, aux risques naturels, aux milieux aquatiques, à la qualité de l’air et aux nuisances sonores,
Réalisation d’études de zonage et élaboration d’un schéma de l’assainissement non collectif du territoire,
Gestion du service public de l’assainissement non collectif communautaire (SPANC).
COMPETENCES FACULTATIVES
- Éducation et Animation Enfance Jeunesse :

Mise en œuvre d’une politique globale et concertée en direction de l’ensemble des enfants et des jeunes du territoire durant leurs différents temps de vie,
Création d’outils ou de dispositifs facilitant l’accès des enfants et des jeunes aux activités proposées localement (aide financière, moyens d’information, ansport…),
Aide et soutien technique et méthodologique aux organisateurs d’activités à destination des enfants et des jeunes dans le cadre de conventions d’objectifs spécifiques,
Soutien financier pour les organisateurs d’activités ponctuelles destinées aux enfants et aux jeunes,
Soutien et accompagnement méthodologique et financier aux porteurs de projets dans le cadre d’un dispositif d’aides aux projets de jeunes, conformément à un règlement intérieur,
Élaboration et suivi d’un programme d’activités durant le temps périscolaire,
Création et gestion d’un accueil périscolaire (3 antennes). 
Soutien financier à l'achat de matériel pédagogique pour le Réseau d'Aide et de Soutien aux Élèves en Difficulté (RASED),
Mise en réseau informatique des écoles primaires du territoire, par l’équipement en outils informatiques et la prise en charge des moyens de communication via le réseau Internet,
Création et animation d’un espace permettant à la population d’avoir accès à l’information sous toutes ses formes : Point Information Jeunesse et CyberJ,
Soutien aux associations ou structures souhaitant développer l'usage des Technologies de l'Information et de la Communication.
- Tourisme et Loisirs :

Gestion et animation d’un centre VTT labellisé Fédération Française de Cyclisme - Parc Naturel Régional du Morvan,
Balisage et entretien des chemins de randonnée pédestre et VTT inscrits au schéma communautaire de développement des activités touristiques et culturelles et au Plan Départemental des Itinéraires de Promenades et de Randonnées. Prise en charge des obligations des communes liées au PDIPR,
Soutien aux partenaires associatifs locaux œuvrant dans le domaine de la randonnée,
Adhésion à la fédération Nationale des Stations Vertes de Vacances et mise en œuvre d’un programme communautaire de développement touristique équilibré, en vue de l’obtention du label,
Contribution active à la création et à l’animation d’une route touristique « le Morvan par la Vallée de l’Arroux »,
Création et animation de structures multi-sports polyvalentes de proximité dans les communes, en liaison notamment avec les politiques des partenaires institutionnels,
Contribution à l’amélioration de l’accueil, de l’animation et de la promotion touristiques du territoire, en liaison avec les partenaires associatifs et institutionnels locaux, départementaux et régionaux : compétence déléguée à l’association intercommunale de l’Office de Tourisme Beuvray Val d’Arroux (Délégation de Service Public),
Animation, promotion des sites de pêche d’intérêt communautaire inscrits au titre du Pôle Pêche et gestion des étangs de Bousson (Saint-Didier-sur-Arroux) et de La Goulette (Saint-Prix-en-Morvan),
Construction et gestion de structures d’habitat léger de loisirs sur les sites des communes membres retenus dans le cadre du Pôle Pêche,
Édition de documentations promotionnelles touristiques relatives aux actions, évènements et sites communautaires.
- Communication :

Élaboration et distribution d’un bulletin d’information à destination des habitants du territoire. Tirage réalisé par un imprimeur.
Animation du site Internet Communautaire, en liaison avec les communes et les acteurs du territoire.
Mise en réseau informatique des mairies par l’équipement des communes membres, selon l’évolution des technologies.
Mise en place de manifestations thématiques ou généralistes visant à informer les usagers du territoire des actions conduites par la Communauté de Communes
Édition de documentations thématiques ou généralistes visant à informer les usagers du territoire des actions conduites par la Communauté de Communes
Information des usagers du territoire communautaire par des moyens technologiques adaptés : journal électronique…

## Historique
- Le 24 décembre 1997, de par la volonté des élus de six des sept communes du canton de Saint-Léger-sous-Beuvray, la communauté de communes Beuvray Val d’Arroux a vu le jour.
- Le 1er janvier 2017, avec la mise en place du nouveau schéma départemental de coopération intercommunale, la communauté de communes fusionne avec la communauté de communes du Grand Autunois Morvan.

## Sources
- Le SPLAF (Site sur la Population et les Limites Administratives de la France)
- La base ASPIC